# Петрешть (Унгенський район)
Петре́шть (рум. Petrești) — село в Унгенському районі Молдови. Адміністративний центр однойменної комуни, до складу якої також входять села Меделень та Петрешть.

## Населення
За даними перепису населення 2004 року у селі проживали 3802 особи.
Національний склад населення села:
| Національність       | Кількість осіб | Відсоток     |
| -------------------- | -------------- | ------------ |
| молдавани румуни     | 3706 66        | 97,5 % 1,7 % |
| росіяни              | 14             | 0,4 %        |
| українці             | 8              | 0,2 %        |
| гагаузи              | 1              | < 0,1 %      |
| інша / без відповіді | 7              | 0,2 %        |
| Всього               | 3802           | 100 %        |